# Dorita Davis
Dor(it)a Davis (Emma Gallardo de Regard; * 6. September 1906 in Buenos Aires; † 13. Januar 1980) war eine argentinische Tangosängerin und Schauspielerin.

## Leben und Wirken
Davis hatte die ersten Auftritte als Sängerin 1929 beim Radiosender LS4 Telefunken Service. Nachdem dieser sechs Monate später den Betrieb eingestellt hatte, bewarb sie sich bei Pablo Osvaldo Valle, dem künstlerischen Leiter von Radio Belgrano. Wegen geringer Bezahlung und schlechter Arbeitsbedingungen beendete sie die Zusammenarbeit bereits nach zwei Monaten. Hierauf traf sie auf Francisco Mastandrea, einen Pionier der Rundfunk-Seifenoper, der sie für sein Programm Una hora en la pampa bei Radio Belgrano engagierte. Sie arbeitete mehr als zehn Jahre für verschiedene Radiosender, neben Radio Belgrano u. a. für Radio Prieto und Radio El Mundo. 
Daneben trat sie am Teatro Maipo mit Gloria Guzmán auf und spielte sich selbst in den Filmen Ídolos de la radio  (1933) und Alma del bandoneón (1936). Bei einer Leserwahl von Emilio Karstulovics Magazin Sintonía zur Miss Radio belegte sie nach Libertad Lamarque und Amanda Ledesma den dritten Platz. Als Jaime Yankelevich die ersten Fernsehsendungen Argentiniens produzierte, traten mit ihr auch Eva Perón und Iris Marga auf. Ihr letzter Radioauftritt war ein Interview mit dem Journalisten Juan José de Soiza Reilly 1946.
1972 sang Davis in einer samstagnachmittäglichen Fernsehshow von Lidia Elsa Satragno (Pinky), in der an Musiker der Vergangenheit erinnert wurde, mit großem Erfolg den Titel Yo tan sólo veinte años tenía. Im Folgejahr überredete Pinky sie, eine LP mit zwölf Titeln aufzunehmen, bei einigen begleitet vom Orchester Osvaldo Requenas. Als Komponistin trat Davis mit den Titeln Primer beso, Rayito de sol und Llevame en tus alas hervor.

## Aufnahmen
- La carreta
- Mi refugio
- Amor y celo
- Rosa en pena
- La curiosa
- Justicia baturra (mit Adolfo Carabelli)
- Canción de amor (mit Carlos Lafuente)
- Celosa (mit Roberto Firpo)
- Te quiero (mit Roberto Firpo)
- Titina (mit Príncipe Azul)
- Pensando en ti (mit Principe Azul)
- Barrio reo
- Vida mía
- Quiero verte una vez más
- Pregonera
- Tu olvido
- Lo han visto con otra
- Yo tan sólo veinte años tenía
- Milonga del aguatero
- Tu vieja ventana
- Muchacho
- Bien criolla y bien porteña
- Puentecito de mi río